# アウトキャスト (テレビドラマ)
『アウトキャスト』はロバート・カークマンの原作コミックに基づくアメリカ合衆国のホラー・テレビドラマである。2016年6月3日から、10エピソードからなるシーズン1がCinemaxチャンネルで放送された。放送前の2016年3月14日に、すでにシーズン2が発注された。
シーズン1は世界同時放送され、本国アメリカでの放送終了後から24時間以内に、各国のFOXネットワークス・グループで放送された。10エピソードからなるシーズン2はイギリスで2017年4月3日から放送され、アメリカでは1年遅れで2018年7月から放送された。
日本では、シーズン1がアメリカでの放送終了後から8時間後の2016年6月4日から、毎週土曜日22時00分に放送された。シーズン2は2017年6月12日から放送された。
2018年10月、Cinemaxによりシリーズは打ち切られた。

## あらすじ

### シーズン1のあらすじ
カイルは幼少時に悪霊にとりつかれた母から虐待を受け、別の夫婦の養子となる。家庭を持つが、幼い娘を傷つけたとされ、妻子と別れてウェスト・バージニア州の故郷ローマで一人淋しく暮らす。だが悪霊はカイルの周辺に現れ続け、霊的能力を持つカイルはアンダーソン牧師の除霊に協力する。やがて、元妻のアリソンが悪霊にとりつかれて娘アンバーを傷つけたことが分かり、カイルはアンバーを引き取り、娘の霊的能力に気づく。義理の妹のメーガンにも悪霊がとりつく。故郷の街には、悪霊にとりつかれた家族を受け入れて一緒に暮らし続ける人々がいる。悪霊たちはしばしばカイルをアウトキャスト(仲間はずれ)と呼び、"大融合"が近いと言う。

### シーズン2のあらすじ
カイルとアンバーはローマに戻る。大融合が近づき、アンダーソン師とジャイルズ元署長は悪霊と戦い続けるが、ジャイルズの妻ローズは自殺する。メーガンは妊娠し、生まれ来る娘には特別な役割があることが示唆される。カイルと同じ霊的能力を持つ父サイモンが、数十年ぶりに姿を現す。シドニーは死に、医師のパクと元警官のブレイクがカイルたちの前に立ちふさがる。サイモンはカイルとアンバーの血を使って悪を封印しようとするが失敗する。

## キャスト

### メイン・キャスト
- カイル・バーンズ : パトリック・フュジット （加瀬康之）: 幼少期から悪霊につきまとわれ、妻子に暴力をふるったとされて今は一人淋しく故郷の実家に暮らす。除霊能力があり、悪霊からはアウトキャスト(仲間はずれ)と呼ばれる。
- アンダーソン牧師 : フィリップ・グレニスター（英語版） （堀内賢雄） : カイルの悪霊体験と除霊に精通する。
- メーガン・ホルター : レン・シュミット（英語版）  （加藤有生子）: カイルが養子になった家の義理の妹、カイルを気にかける。
- マーク・ホルター : デヴィッド・デンマン :  メーガンの夫でカイルを嫌う警官
- サラ・バーンズ : ジュリア・クロケット : かつてカイルを虐待した母、現在は植物人間。
- アリソン・バーンズ : ケイト・リン・シール （小清水亜美） : カイルの元妻、悪霊に取りつかれる
- バイロン・ジャイルズ署長 : レグ・E・キャシー （中田譲治） : アンダーソン牧師と親しく悪霊現象に理解を示す。マークの上司。
- シドニー : ブレント・スパイナー （大塚芳忠）: 白髪の男
- アンバー・バーンズ : Madeleine McGraw : カイルとアリソンの娘

### リカーリング・キャスト
- ホリー・ホルター : Callie Brook McClincy : メーガンとマークの娘
- ジョシュア・オースティン : ガブリエル・ベイトマン : 悪霊に憑依された少年
- キャット・オグデン : Debra Christofferson : 悪霊に取り付かれた中年女性
- レニー・オグデン : Pete Burris : キャットの夫
- パトリシア・マクレディ : メリンダ・マックグロウ : アンダーソンのガールフレンド
- アーロン・マクレディ :C・J・ホフ :  パトリシアの息子
- ドニー・ハメル : スコット・ポーター
- ローズ・ジャイルズ : Charmin Lee（きそひろこ） : バイロン・ジャイルズ署長の妻
- ヌニェス; Briana Venskus : ジャイルズの部下の警察官
- ケネス・パク : Hoon Lee : カイルの母サラの担当医
- ボブ ・コールドウェル : M・C・ゲイニー : カイルの父の知り合いだった廃車置き場のオーナー
- サイモン・バーンズ : C・トーマス・ハウエル : カイルの父
- ダコタ : マデリン・ドイッチュ（英語版） : かつて悪霊に憑依され、除霊された女
- ブレイク・モロー : リー・ターゲセン : 悪霊に憑依され、死から蘇る男

## 製作
フォックス・インターナショナル・スタジオとロバート・カークマンはコミックブック出版前に番組制作を開始した。脚本が完成した後、Cinemaxは合衆国内の権利を獲得した。10話の製作が発表された。
2015年8月10日、サウス・カロライナ州で10話の撮影が開始された。サウス・カロライナ州のヨーク市がウェスト・バージニア州の架空の場所ローマ市として使われた

## エピソード

### シーズン1のエピソード
| 通算 話数 | シーズン 話数 | タイトル                                        | 監督                 | 脚本                 | 放送日        | U.S.視聴者数 (百万人) |
| --- | ------------- | ----------------------------------------------- | -------------------- | -------------------- | ------------- | --------------------- |
| 1 | 1             | "選ばれし者" "A Darkness Surrounds Him"         | アダム・ウィンガード | ロバート・カークマン | 2016年6月3日  | 0.152                 |
| カイルは悪霊に憑依された少年ジョシュアの噂を聞き、アンダーソン師の除霊を助ける。ジョシュアはカイルをアウトキャスト(仲間はずれ)と呼び、"大融合"を口にする。カイルの血を飲ませると悪霊は去る。カイルは暴行で逮捕されるが、ジャイルズ署長が釈放する。かつて娘を傷つけたのは、カイルではなく元妻アリソンであることがわかる。 |               |                                                 |                      |                      |               |                       |
| 2 | 2             | "断てない過去" "(I Remember) When She Loved Me" | ハワード・ドゥイッチ | Jeff Vlaming         | 2016年6月10日 | 0.193                 |
| 日曜日の教会で、アンダーソンは除霊について説教する。森の中で小動物の死体が木に磔にされる事件が起こる。カイルはかつて母サラが悪霊に憑依された時の事を思い出し、病院に昏睡状態のサラを見舞う。病室の様子が気にいらず、無断でサラを連れ帰る。メーガンに、接近を禁じられた娘アンバーへの誕生日プレゼントを託す。カイルはアンダーソンの目の前で、サラに自分の血を飲ませるが効かない。 |               |                                                 |                      |                      |               |                       |
| 3 | 3             | "新たな恐怖" "All Alone Now"                    | ハワード・ドゥイッチ | Chris Black          | 2016年6月17日 | 0.170                 |
| アンダーソンがカイルを連れて、同僚の妻を惨殺した警官ブレイクに面会する。ブレイクはカイルをアウトキャストと呼び、アンダーソンの除霊は効かない。メーガンはドニーを見かけ、モーテルの部屋に忍び込む。メーガンの夫マークは森の中のトレーラーを調べる。カイルの隣人のノーヴィルが自殺する。 |               |                                                 |                      |                      |               |                       |
| 4 | 4             | "蘇る悪夢" "A Wrath Unseen"                     | Julius Ramsay        | ロバート・カークマン | 2016年6月24日 | 0.249                 |
| シドニーがノーヴィルの葬儀に来る。ドニーはメーガンとマークに会う。アンダーソンが2年前に除霊したはずのミルドレッドには、いまだに悪霊がとりついているとわかる。ドニーがかつてメーガンを虐待した里子であったことを知ったマークは、ドニーを痛めつける。ジャイルズ署長は森に入り、レニーがトレーラーを燃やすのを見る。 |               |                                                 |                      |                      |               |                       |
| 5 | 5             | "守るべき人" "The Road Before Us"               | Craig Zobel          | Robin Veith          | 2016年7月8日  | 0.145                 |
| カイルはアリソンもまだ悪霊に取りつかれていると疑う。カイルに頼まれたメーガンはアリソンの様子を探る。カイルとアンダーソンは、かつて除霊を受けた人ブライアンに悪霊が残っている事を知る。カイルは自分でアリソンを訪ねるが悪霊を確認できない。シドニーが訪ねたミルドレッドは"大融合"を口にする。アンダーソンとカイルは、かつて除霊を施され、今は路上生活を送るシェリーに会う。カイルが悪霊を追い出すがシェリーは昏睡状態となる。事件の夜の事を覚えていないアリソンは、夜カイルを訪ねるが真相を聞き出せない。 |               |                                                 |                      |                      |               |                       |
| 6 | 6             | "闇夜の襲撃" "From the Shadows It Watches"      | Tricia Brock         | Joy Blake            | 2016年7月15日 | 0.205                 |
| アンダーソンは過去に行った除霊の効果を疑い始める。恋人のパトリシアはアンダーソンの秘密を知りたがり、過去の除霊のビデオを見せられる。カイルは道路工事で働き始める。トレーラーにあった爪のDNAに合致する娘は何も知らないとマークに言う。暴力を受けたドニーはマークを訴えると言いメーガンを脅す。ミルドレッドは失踪しカイルを襲う。カイルは教会に行き、アンダーソンを助けて除霊を行う。帰り道、カイルはミルドレッドの家を訪ね、死んでいるのを見つける。夜、シドニーがアンダーソンを襲って体に印をつけ、それをパトリシアの息子アーロンが目撃する。 |               |                                                 |                      |                      |               |                       |
| 7 | 7             | "えぐれる傷口" "The Damage Done"                | Leigh Janiak         | Nathaniel Halpern    | 2016年7月22日 | 0.173                 |
| アンダーソンは胸に五芒星形を刻まれる。ジャイルズはカイルを燃えたトレーラーに連れてゆき、霊視を求めるがカイルには何も見えない。アリソンは自分がかつてアンバーを虐待した事を思い出す。カイルが一人だけ助かった炭鉱事故の犠牲者のための追悼集会が開かれる。カイルはキャットの中に悪霊の存在を感じる。除幕式で公開された彫像の胸には五芒星形が描かれており、アンダーソンは取り乱して群衆の前でシドニーを悪魔と呼ぶ。メーガンはドニーに金を渡すが、マークは訴えられて停職となる。アリソンはカイルを訪ねてセックスをし、アンバーを置いて去る。置き手紙には「私たちの光を守って」とある。 |               |                                                 |                      |                      |               |                       |
| 8 | 8             | "危険な共存" "What Luks Within"                 | Scott Winant         | Tony Basgallop       | 2016年7月29日 | 0.154                 |
| フラッシュバックで、シドニーが少年を監禁している。ジャイルズ署長が暴行容疑で、ノーヴィスの家にいるシドニーを逮捕する。拘置所で、シドニーにとりついた悪霊がカイルと話す。シドニーはもともと凶悪人物であり、自分が去れば怪物が残ることになると話す。カイルが除霊をしたために、母サラは植物人間となったと言い、憑依されても困難なのは最初の数日間だけだと言う。アンダーソンは、キャットをカイルの家に連行する。それを見たアーロンは、アンダーソンが自分で胸に印をつけたと署長に嘘をつき、シドニーを釈放させる。キャットの夫レニーは、悪霊が憑依しても元のキャットは残っていると言い、憑依された複数の女性が最初の数日間を耐えられるように、トレーラーに監禁したと言う。キャットを除霊しようとするアンダーソンと、拒否するカイルは争いとなり、ジャイルズが止める。アンダーソンは教会牧師を解雇され、パトリシアの家に行く。カイルは、アリソンがかつて憑依されて凶暴になったことをメーガンに話す。シドニーはノーヴィスの家に戻りアーロンと会い、かつて少年を監禁した事を思い出す。 |               |                                                 |                      |                      |               |                       |
| 9 | 9             | "愛を奪われて" "Close to Home"                  | Howard Deutch        | Adam Targum          | 2016年8月5日  | 0.146                 |
| カイルは精神病院に入ったアリソンに面会する。アンダーソンはシドニーを殴って逮捕される。釈放された後、アーロンがシドニーと一緒にいるのを見る。メーガンは妊娠するが、悪霊に取りつかれてマークを殺す。 |               |                                                 |                      |                      |               |                       |
| 10 | 10            | "逃れられない運命" "This Little Light"          | Loni Peristere       | Chris Black          | 2016年8月12日 | 0.152                 |
| アンダーソンとカイルはホリーとアンバーを保護してジャイルズに預け、マークの殺人をもみ消すよう頼む。悪霊に取りつかれて混乱したメーガンは夜の街を彷徨い、レニーとキャットに隠れ家で保護される。アンダーソンとカイルがメーガンを探す間に、アーロンがジャイルズの家からアンバーを連れ出し、シドニーがカイルとアンバーを隠れ家に監禁する。アンダーソンが隠れ家を見つけ、カイルとアンバーがメーガンの悪霊払いをする。アンダーソンはシドニーの家を焼き払うが、アーロンが行方不明となっている。 |               |                                                 |                      |                      |               |                       |

### シーズン2のエピソード
| 通算 話数 | シーズン 話数 | タイトル                                | 監督                     | 脚本                      | 放送日        | U.S.視聴者数 (百万人) |
| --- | ------------- | --------------------------------------- | ------------------------ | ------------------------- | ------------- | --------------------- |
| 1 | 11            | "漆黒の町" "Bad Penny"                  | Tricia Brock             | Chris Black               | 2017年4月3日  | 0.149                 |
| カイルとアンバーはローマに帰り、シドニーの家が放火され焼け落ちたのを見る。アンダーソン師は、アーロンを殺してしまったかもしれないと恐れ、母親のパトリシアを慰める。シドニーはキャットと姿を消し、残されたレニーはカイルの目の前で自殺を図る。ジャイルズ署長はアンダーソン師を放火事件の捜査からかばおうとする。メーガンは次第に回復する。 |               |                                         |                          |                           |               |                       |
| 2 | 12            | "底なしの失望" "The Day After That"     | Loni Peristere           | Adam Targum               | 2017年4月10日 | 0.091                 |
| マークの遺体が発見される。カイルは、マークを殺したのは悪霊のせいだとメーガンを慰める。放火容疑で逮捕されたアンダーソン師は、アーロンを殺したかもしれないとパトリシアに語る。シドニーは変容の進んだ死体を集める。サラの担当のパク医師はシドニーの仲間であることが分かる。ジャイルズはアンダーソン師を釈放する。 |               |                                         |                          |                           |               |                       |
| 3 | 13            | "迷い" "Not My Job to Judge"            | ハワード・ドゥイッチ     | Jeff Vlaming              | 2017年4月17日 | 0.081                 |
| 自殺を図ったメーガンはアンダーソン師に救われる。メーガンとホリーは家に戻るが、悲劇の記憶に苦しむ。カイルがアンバーを母アリソンの入院した病院に連れて行って会わせる。シドニーは火傷を負ったアーロンの世話をする。カイルの母サラが退院させられて行方不明となり、カイル、アンダーソン師、ジャイルズ署長はシドニーを探す。 |               |                                         |                          |                           |               |                       |
| 4 | 14            | "復讐の念" "The One I'd Be Waiting For" | Alrick Riley             | Rebecca Sonnenshine       | 2017年4月24日 | 0.049                 |
| 火傷を負ったアーロンは家に戻り母パトリシアを刺し殺す。カイルは廃品置き場のボブから、父サイモンが家族を捨てて戦ったと聞く。メーガンとホリーは家にいられずに実家に行く。復讐に燃えるアンダーソン師がアーロンを教会に呼び出し、カイルと共に待っていると教会が放火される。ジャイルズの部下のヌニュスはシドニーに会い、ジャイルズとボブの敵対行動を伝える。シドニーは町長に会ってジャイルズを抑えろと脅す。カイルは父親のトレーラーを調べる。アンダーソン師はアーロンに呼び出され、銃を突きつけられて体にガソリンを浴びるがカイルに救われる。 |               |                                         |                          |                           |               |                       |
| 5 | 15            | "隣人に潜む悪魔" "The Common Good"      | Ti West                  | Chris Black & Adam Targum | 2017年5月1日  | 0.157                 |
| フラッシュバックでカイルの父サイモンの除霊が描かれる。精神病院のアリソンの周辺に、悪霊に憑依された患者が現れる。メーガンは実家で両親に、二人が教会に通う間ドニーに暴行されたことを告白する。パトリシアの殺人事件を知った住民は動揺する。アンダーソン師は森の中の教会でダコタに会い、かつて憑依された痕を見せられる。シドニーとアーロンはボブを拷問し、カイルら灯台のような人々が悪霊を強くすると聞き出す。町長は町民集会を開いてジャイルズ署長の更迭とヌニェスの昇進を発表する。アーロンが町長を射殺する。町民集会にいたカイルより強力な人物のためにジャイルズは憑依され、除霊しようとするカイルに重傷を負わせる。 |               |                                         |                          |                           |               |                       |
| 6 | 16            | "命の行方" "Fireflies"                  | Fernando Coimbra         | Sarah Byrd                | 2017年5月8日  | 0.113                 |
| カイルは緊急医療室で治療を受ける。パク医師が、家族とアンダーソン師の前に現れてカイルは死んだと嘘をつく。イヴリンの家で、シドニーは30年前のヘレンという女性も大融合を待っていたとアーロンに語る。アリソンとメーガンは憑依された経験を語り合う。アンダーソン師はカイルの手術を担当したのがシドニーの仲間のパクであることを知り、カイルの家族と病院に急ぐ。アンバーが父親の居場所を探し当て、生存していたカイルは家族と再会する。アーロンは自分の転化を早めるはずの少年を殺し、シドニーはアーロンを殺す。ローズはイヴリンを殺す。 |               |                                         |                          |                           |               |                       |
| 7 | 17            | "孤独の再来" "Alone When It Comes"      | Josef Wladyka            | Helen Leigh               | 2017年5月15日 | 0.117                 |
| カイルはアリソンとアンバーを連れて町を逃げ出し、ボブの廃車置き場で車を代える。だが町を出る道路は封鎖され、3人は森の中でヌニェスらに包囲される。ボブが助けに入り、アリソンとアンバーを連れて逃げるが、カイルは町に残る。イヴリン殺害の容疑者としてジャイルズは逮捕される。元部下がジャイルズを釈放する。ローズはキャットを呼び出して殺す。シドニーの咳は悪化して交通事故を起こし、森の中の教会の地下に幽閉される。 |               |                                         |                          |                           |               |                       |
| 8 | 18            | "粛清" "Mercy"                          | Daisy von Scherler Mayer | Jeff Vlaming              | 2017年5月22日 | 0.098                 |
| パクは悪霊にとりつかれたブレイクを薬物死させた後で蘇生させ、大融合の後自分たちが生きていく方法を調査したいと言う。ブレイクはカイルとアンダーソン師を探し、森の中の教会に来る。カイルはジャイルズとボブに会い、父の後を継いで人々を悪霊から救いたいと言う。ボブはカイルに、ヘレンが光を盗んだ8人の"灯台"達の死体を見せる。森の中の教会の地下で、アンダーソン師はシドニーを拷問して尋問する。メーガンは妊娠し、診察を受けた助産婦に監禁されるが、ブレイクが助産婦を殺す。ヌニェスはジャイルズの家に来て脅迫するが射殺される。パクは"会議"を招集してメンバーを毒殺する。 |               |                                         |                          |                           |               |                       |
| 9 | 19            | "兆し" "This Is How It Starts"          | Howard Deutch            | Adam Targum               | 2017年5月29日 | 0.093                 |
| ローズが憑依の兆候を見せたために、ジャイルズは妻を拘束してカイルを呼ぶ。だがカイルは途中でブレイクに監禁され、脱出してジャイルズ家に着いた時にはローズは自殺している。アリソンとアンバーは隠れ家から姿を消す。シドニーは地下室から逃げ出し、アンダーソン師に連れ戻されて暴行を受け死ぬ。カイルの父サイモンが森の中の教会に現れ、アンダーソン師を追放する。メーガンとホリーは町を離れようとするが、パクとブレイクに捕まる。アンダーソン師は追放された教会に戻り、人々に歓迎される。 |               |                                         |                          |                           |               |                       |
| 10 | 20            | "魂の終結" "To the Sea"                 | Loni Peristere           | Chris Black               | 2017年6月5日  | 0.108                 |
| アンダーソン師は教会で説教し、悪との戦いを訴える。パクとブレイクはメーガンを監禁し、胎児に強い関心を示す。カイルとサイモンは廃車置き場でボブに会い、アリソンとアンバーが行方不明になったと聞く。パクは富豪の女性の家に行って報告しバーンズ家を守るよう命令を受ける。サイモンとカイルは、生き残った9番目の"灯台"である、ボブの義理の弟で身体麻痺状態のマーティンに会う。ジャイルズとアンダーソン師は、ローズの残したリストに従って憑依された人々を警察に連行する。メーガンはホリーを連れて逃げ出す。雷鳴の夜、サイモンはカイル、森の中の教会の信者、マーティン、アンバーを森の中に集める。サイモンの合図で、人々は自分の喉を切り裂いて血で悪を封印しようとする。サイモンはカイルとアンバーも犠牲にしようとするが、そこにアンダーソン師、ジャイルズ、ダコタが現れて阻止する。悪がこの世界に放たれる。 |               |                                         |                          |                           |               |                       |

## 参照
1. 1 2  Lesley Goldberg (2016年3月14日). “Robert Kirkman's Cinemax Drama 'Outcast' Renewed for Second Season”. The Hollywood ReporterI 2016年3月14日閲覧。
2. ↑  “『ウォーキング・デッド』原作者が仕掛ける衝撃作『アウトキャスト』、世界同時放送！”. 海外ドラマNAVI. (2016年5月14日) 2016年7月27日閲覧。
3. ↑  O'Dell, Johnny (2017年10月11日). “Outcast Season 2 Gets U.S. Release Date”. Skybound Entertainment. 2018年3月17日閲覧。
4. ↑  “Robert Kirkman’s ‘Outcast’ Officially Dead at Cinemax”. Deadline Hollywood (2018年10月2日). 2018年10月2日閲覧。
5. ↑  Yamato, Jen (2014年11月5日). “Patrick Fugit To Star In Cinemax’s ‘Outcast’ From ‘Walking Dead’s Robert Kirkman; Adam Wingard Directing Pilot”. Deadline 2015年8月12日閲覧。
6. ↑  Goldberg, Lesley (2015年8月10日). “'Outcast' Enlists 'The Office' Alum as Cinemax Adds Six to Cast”. The Hollywood Reporter 2015年8月12日閲覧。
7. ↑  “South Carolina town transforming into film set”. WYFF4.com. (2015年8月12日) 2015年8月13日閲覧。
8. ↑  Metcalf, Mitch (2016年6月6日). “Updated: ShowBuzzDaily's Top 150 Friday Cable Originals & Network Finals: 6.3.2016”. ShowBuzzDaily. 2016年6月6日閲覧。
9. ↑  Metcalf, Mitch (2016年6月13日). “Updated: ShowBuzzDaily's Top 150 Friday Cable Originals & Network Finals: 6.10.2016”. ShowBuzzDaily. 2016年6月13日閲覧。
10. ↑  Metcalf, Mitch (2016年6月20日). “Updated: ShowBuzzDaily's Top 150 Friday Cable Originals & Network Finals: 6.17.2016”. ShowBuzzDaily. 2016年6月20日閲覧。
11. ↑  Metcalf, Mitch (2016年6月27日). “Updated: ShowBuzzDaily's Top 150 Friday Cable Originals & Network Finals: 6.24.2016”. ShowBuzzDaily. 2016年6月27日閲覧。
12. ↑  日本では7月2日に先行して放送された
13. ↑  Metcalf, Mitch (2016年7月11日). “Updated: ShowBuzzDaily's Top 150 Friday Cable Originals & Network Finals: 7.8.2016”. ShowBuzzDaily. 2016年7月11日閲覧。
14. ↑  Metcalf, Mitch (2016年7月18日). “Updated: ShowBuzzDaily's Top 150 Friday Cable Originals & Network Finals: 7.15.2016”. ShowBuzzDaily. 2016年7月18日閲覧。
15. ↑  Metcalf, Mitch (2016年7月25日). “Updated: ShowBuzzDaily's Top 150 Friday Cable Originals & Network Finals: 7.22.2016”. ShowBuzzDaily. 2016年7月25日閲覧。
16. ↑  Metcalf, Mitch (2016年8月1日). “Updated: ShowBuzzDaily's Top 150 Friday Cable Originals & Network Finals: 7.29.2016”. ShowBuzzDaily. 2016年8月1日閲覧。
17. ↑  Metcalf, Mitch (2016年8月8日). “Updated: ShowBuzzDaily's Top 150 Friday Cable Originals & Network Finals: 8.5.2016”. ShowBuzzDaily. 2016年8月8日閲覧。
18. ↑  Metcalf, Mitch (2016年8月15日). “Updated: ShowBuzzDaily's Top 150 Friday Cable Originals & Network Finals: 8.12.2016”. ShowBuzzDaily. 2016年8月15日閲覧。
19. ↑  Metcalf, Mitch (2018年7月23日). “Updated: ShowBuzzDaily's Top 150 Friday Cable Originals & Network Finals: 7.20.2018”. ShowBuzzDaily. 2018年8月7日閲覧。
20. ↑  Metcalf, Mitch (2018年7月30日). “Updated: ShowBuzzDaily's Top 150 Friday Cable Originals & Network Finals: 7.27.2018”. ShowBuzzDaily. 2018年8月7日閲覧。
21. ↑  Metcalf, Mitch (2018年8月6日). “Updated: ShowBuzzDaily's Top 150 F8riday Cable Originals & Network Finals: 8.3.2018”. ShowBuzzDaily. 2018年8月7日閲覧。
22. ↑  Metcalf, Mitch (2018年8月13日). “Updated: ShowBuzzDaily's Top 150 Friday Cable Originals & Network Finals: 8.10.2018”. ShowBuzzDaily. 2018年8月13日閲覧。
23. ↑  Metcalf, Mitch (2018年8月20日). “Updated: ShowBuzzDaily's Top 150 Friday Cable Originals & Network Finals: 8.17.2018”. ShowBuzzDaily. 2018年8月20日閲覧。
24. ↑  Metcalf, Mitch (2018年8月27日). “Updated: ShowBuzzDaily's Top 150 Friday Cable Originals & Network Finals: 8.24.2018”. ShowBuzzDaily. 2018年8月27日閲覧。
25. ↑  Metcalf, Mitch (2018年9月10日). “Updated: ShowBuzzDaily's Top 150 Friday Cable Originals & Network Finals: 9.7.2018”. Showbuzz Daily. 2018年9月10日閲覧。
26. ↑  Metcalf, Mitch (2018年9月17日). “Updated: ShowBuzzDaily's Top 150 Friday Cable Originals & Network Finals: 9.14.2018”. Showbuzz Daily. 2018年9月17日閲覧。
27. ↑  Metcalf, Mitch (2018年9月24日). “Updated: ShowBuzzDaily's Top 150 Friday Cable Originals & Network Finals: 9.21.2018”. Showbuzz Daily. 2018年9月24日閲覧。
28. ↑  Metcalf, Mitch (2018年10月1日). “Updated: ShowBuzzDaily's Top 150 Friday Cable Originals & Network Finals: 9.28.2018”. Showbuzz Daily. 2018年10月1日閲覧。